# Брејсвил (Илиноис)
Брејсвил (енгл. Braceville) град је у америчкој савезној држави Илиноис.

## Демографија
По попису из 2010. године број становника је 793, што је 1 (0,1%) становника више него 2000. године.
| Група             | 2000.       | 2010.       |
| Белци             | 777 (98,1%) | 747 (94,2%) |
| Афроамериканци    | 0 (0,0%)    | 3 (0,4%)    |
| Азијати           | 0 (0,0%)    | 0 (0,0%)    |
| Хиспаноамериканци | 9 (1,1%)    | 25 (3,2%)   |
| Укупно            | 792         | 793         |